# أم موسى القهرمانة
أُم مُوسى القهرمانة، (توفت بعد سنة 310 هـ / 922 م) وتُعرف أيضًا باسم أم مُوسى الهاشميَّة هي قهرمانة عبَّاسيَّة مُتنفذة، وتعمل تحت خدمة السَّيدة شغب في إدارة أعمالها، فضلًا عن عملها في نقل الرَّسائل في فترة خلافة جعفر المُقتدر بالله.

## نشأتها وعملها مع السيدة شغب
لا يُعرف الكثير عن نشأة أم موسى وحياتها قبل النفوذ سوى أنها من أصلٍ هاشمي. حيث بدأ يذكرها يزداد بعد أن تم تعيينها من قبل السَّيدة شغب خلفًا لوفاة فاطمة القهرمانة، فعملت في إدارة أعمالها، ونقل رسائل الخليفة جعفر المُقتدر بالله ووالدته شغب إلى الوزير ابن الفُرات، مما أعطاها مزيدًا من النُّفوذ لعمل القهرمانة الاعتيادي، فأصبحت تركب في المراكب المؤدية إلى دار الخلافة، وتشارك الوزراء والقادة في تدبير الأمور، فكانت ذات حشمة وعظمة.

## مساهمتها في تعيين وخلع الوزراء
سارت أم مُوسى بموكبها والفُرسان والرحَّالة من حولها، ويُعلل المُؤرخ ابن الأثير الجزري منزلتها هذه لكونها تتحدث باسم السيدة شغب، بما فيها تنفيذ إجراءات التعيين والعزل لحسابها، حيث نفذت بنجاح أمر إقالة الوزير عليُّ بن عيسى بن الجرَّاح في وزارته الأولى بسبب وجود فجوةٍ بينه وبين السيدة شغب في تنفيذ طلبات الأخيرة، وقد أشرفت بنفسها على تعذيب الوزير المعزول حيث عركت أذنيه حتى خاطبها الوزير المُقال: «أقيليني يا أم موسى، هذا جزائي منك، وحق خدمتي لكم» ليكون أحد أسباب تودُّد كُتَّاب الدولة وأمرائها لأم موسى. ساهمت في السعي لترشيح أبُو القاسم الخاقاني للوزارة بناءً على أوامر السيدة شغب. حتى أنه حينما رأى أحد كتاب العصر، ويدعى أبُو الحسن أحمد بن يحيى بن أبي البغل، سعة نفوذ أم موسى، بذل لها مالًا كثيرًا لتقليد أخيه أبُو الحسين للوزارة، وبالفعل، كاتبت الأخير حيث كان مُقيمًا في أصبهان ويعمل تحت وزارة ابن الفُرات، فأسرع الحضور إلى العاصمة، وفاتحوه بقيامه بالوزارة.
لم يطمأن الوزير الخاقاني لنفوذ أم مُوسى على الرُّغم من مساهمتها لإبقائه، فكما قضت على غيره من الوزراء لن يكون نصيبه أفضل حالًا، فبقي يحسب لمُؤامراتها حسابًا كثيرًا، ويتخوَّف من غضبها، وفي إحدى المواقف حينما شعر الخاقاني بتزعزع مركزه، طلب مقابلة الخليفة المُقتدر، الذي أذن له بإبعاد والدي ابن أبي البغل، إلا أن الخاقاني لم يجرؤ على تنفيذ طلبه خوفًا من غضب أم موسى عليه وأن تفسد أمره، بل وأرضاها بتعيين أبُو الحسين أعمال الخراج والضياع بأصفهان، وقلَّد أبو الحسن أعمال الصلح والمُبارك. ومن نشاطات أم مُوسى أنها كانت تتدخل في تعيين أمراء الحج (وكانت العادة جارية أن لا يحج بالناس رجُل إلا من طبقة الأشراف، وهو ما يتولَّاه نقيب الطالبيين، والعباسيين، فسعت أم مُوسى بهذه الوظيفة إلى أخيها أحمد بن العبَّاس، وتم لها ذلك في سنة 309 هـ / 921 م.

## نفوذها في شؤون الحريم
كان نُفوذ أم موسى القهرمانة واضحًا جليًا في شؤون الحريم، فقد استخدمت أختها أم مُحمَّد في تمشية أعمالها، وقد تولَّت مسؤولية دفع أرزاق الخدم في القصر، وأصبح لها الكلمة في زيادة أو تقليل هذه الأرازق. كان لديها صلاحيات شراء الكسوة لحريم الدَّار في الأعياد، واقتناء كميات كبيرة من البضائع تقوم بدفعها على أساس الوزن بأكياسٍ من النُّقود. وبسبب هذا النُّفوذ الكبير، بالإضافة لامتلاكها الأموال وهيبتها على حريم دار الخلافة، قد جلب لها العديد من الأعداء والمُتربصين لها.

## نهايتها
قامت أم موسى بتزويج ابنة أخيها مع أحد الأمراء العبَّاسيين، وهو أبُو بكر أحمد بن العبَّاس بن مُحمَّد بن إسحاق المُتوكل. جلبت هذه الزيجة أنظار أعداء القهرمانة، ولا سيما حينما بدأ الهمس يدور بين حريم دار الخلافة، وأنها تنوي تسليم الخلافة لصهرها، فجلبت النَّكبة إليها، وكاشفتها السَّيدة شغب قائلة: «إنك قد دبَّرتِ على ولدي، وصاهرت ابن المُتوكِّل حتى تُقعديه في الخلافة»، كما أن السبب الآخر هو امتلاكها ثروة كبيرة، استولت عليهم السَّيدة شغب لمعالجة شغب الجند لدفع رواتبهم المُستحقة. نُكِّبت أم موسى في سنة 310 هـ / 922 م، وأودعت السَّجن وعُذبت لمُصادرة ماهو معروف من أموالها، ولم يستطيعوا سوى تحصيل ألف دينار منها.

### فهرس المنشورات
1. ↑  حسن (2013)، ص. 124-125.
2. ↑  حسن (2013)، ص. 125.
3. ↑  حسن (2013)، ص. 125-126.
4. 1 2  حسن (2013)، ص. 126.
5. ↑  حسن (2013)، ص. 120-121.

### معلومات المنشورات كاملة
الكُتُب العربيَّة مرتبة حسب تاريخ النشر
- سولاف فيض الله حسن (2013). دور الجواري والقهرمانات في دار الخلافة العباسية (ط. 1). دمشق: صفحات للدراسات والنشر والتوزيع. ISBN:978-9933-495-13-8. OCLC:6914266520. OL:43175027M. QID:Q125689500.